# Mercedes-Benz Zetros
Mercedes-Benz Zetros je izvencestni (offroad) tovornjak za uporabo v ekstremnih pogojih. Predstavili so ga leta 2008 na obrambnem sejmu Eurosatory. Proizvajajo jih v Mercedes-Benzovi tovarni v Wörthu, Nemčija. 

## Različice
- Zetros 1833 (4x4) - 4000 do 6000 kg tovora
- Zetros 2733 (6x6) - 7000 do 10000 kg tovora

Vse različice imajo 326 konjski dizelski motor in pogon na vsa kolesa
- Mercedes-Benz Zetros 1833
- Zetros 2733

## Karakteristike
- Motor: 6-valjni dizels prostornino 7.2 L
- Moč: 326 KM (240 kW)
- Navor: 1300Nm /1200rpm
- Največja hitrost: 55 mph